# Gare d’Échirolles
Gare d’Échirolles vasútállomás Franciaországban, Échirolles településen.

## Vasútvonalak
Az állomást az alábbi vasútvonalak érintik:
- Grenoble–Montmélian-vasútvonal

## Kapcsolódó állomások
A vasútállomáshoz az alábbi állomások vannak a legközelebb:
- Gare de Grenoble
- Gare de Grenoble-Universités-Gières